# Signalkräfta
Signalkräftan (Pacifastacus leniusculus) är en nordamerikansk kräfta som introducerats till Europa. Signalkräftan bär på kräftpesten som är dödlig för flodkräftan, vilket på många platser utrotat denna. Arten listas som invasiv inom EU (Naturvårdsverket 2016).

## Utseende
Den har en vit fläck på framklorna. Färgen på kräftornas skal kan variera markant, alltifrån mörka, mer eller mindre svarta skal i vatten med dybottnar, till ljust blåa i mineralrika vatten (även albinoexemplar är kända).
Om en klo eller ett ben på en kräfta klipps av av en annan individ så växer det ganska så omgående ut en ny, det förklarar exemplar som har olika stora klor.
Könen skiljer sig visuellt på utsidan genom att hanar på undersidan, där kroppen slutar och stjärten börjar, har ett par små "extraben", vilka saknas helt hos honor. Honorna har även bredare stjärt och hanarna har större klor.

## Utbredning
Signalkräftan introducerades i Sverige 1960 som ersättning för den pestdrabbade flodkräftan. Fiskeribiologen Gunnar Svärdson hade under en resa till USA 1958 aktivt letat efter och funnit ett pesttolerant och  motståndskraftigt alternativ. Utplanteringen påbörjades 1960. Den vita fläcken i klornas tumgrepp  tyckte Svärdson liknade en stins vinkande med sin flagga som signal när ett järnvägståg skulle avgå. Därav bildades kräftans svenska namn.
Signalkräftor finns i Sveriges samtliga län, förutom på Gotland, Norrbotten och Västerbotten. Signalkräftor utgör den vanligaste fångsten av kräftor i Sverige idag då cirka 85% av de kräftor som fångas är av denna art. Eftersom arten är listad som invasiv inom EU så är det inte tillåtet att till exempel importera eller föra in, avsiktligt föda upp eller släppa ut signalkräftor i Sverige. Dock förekommer det idag utannonsering av så kallade "utsättningskräftor", det vill säga signalkräftor avsedda att placera i vatten för introducering. Att bjuda ut dessa kräftor till försäljning är inte olagligt men det faktum att det existerar en marknad öppen för privatpersoner indikerar att det förekommer köp med illegal utsättning som följd.

## Ekologi
Signalkräftan har samma utseende redan när de kläcks. De byter skal när de växer eftersom deras exoskelett inte har någon tillväxt. Denna process heter ömsa. När en kräfta ömsar "kryper den ur" sitt gamla skal, och under finns då ett nytt, till en början pappersliknande skal. Under denna period är kräftan mycket sårbar, då dess huvudskydd sätts ur spel tills det nya skalet blivit hårt nog att stå emot angrepp av konkurrenter och predatorer.
Några av signalkräftans naturliga fiender är mink, ål, gädda, abborre samt andra kräftor.

## Sjukdomar
Signalkräftor är ofta smittbärare av kräftpest och bär pesten i skalet, men de är själva mer tåliga mot pesten än europeiska kräftor. Om signalkräftor sätts ut i vatten med flodkräfta resulterar detta oftast i 100 % dödlighet för flodkräftan. Det är därför förbjudet att sätta ut signalkräftor (och flodkräftor) utan tillstånd från Länsstyrelsen.
Signalkräftor dör av den kräftpest den bär med sig i skalet om den utsätts för någon form av stress. Under senare år har många signalkräftbestånd minskat och även om orsaken inte är klarlagd i detalj visar undersökningar att det kan orsakas av andra infektioner i kombination med kräftpest.

## Bilder

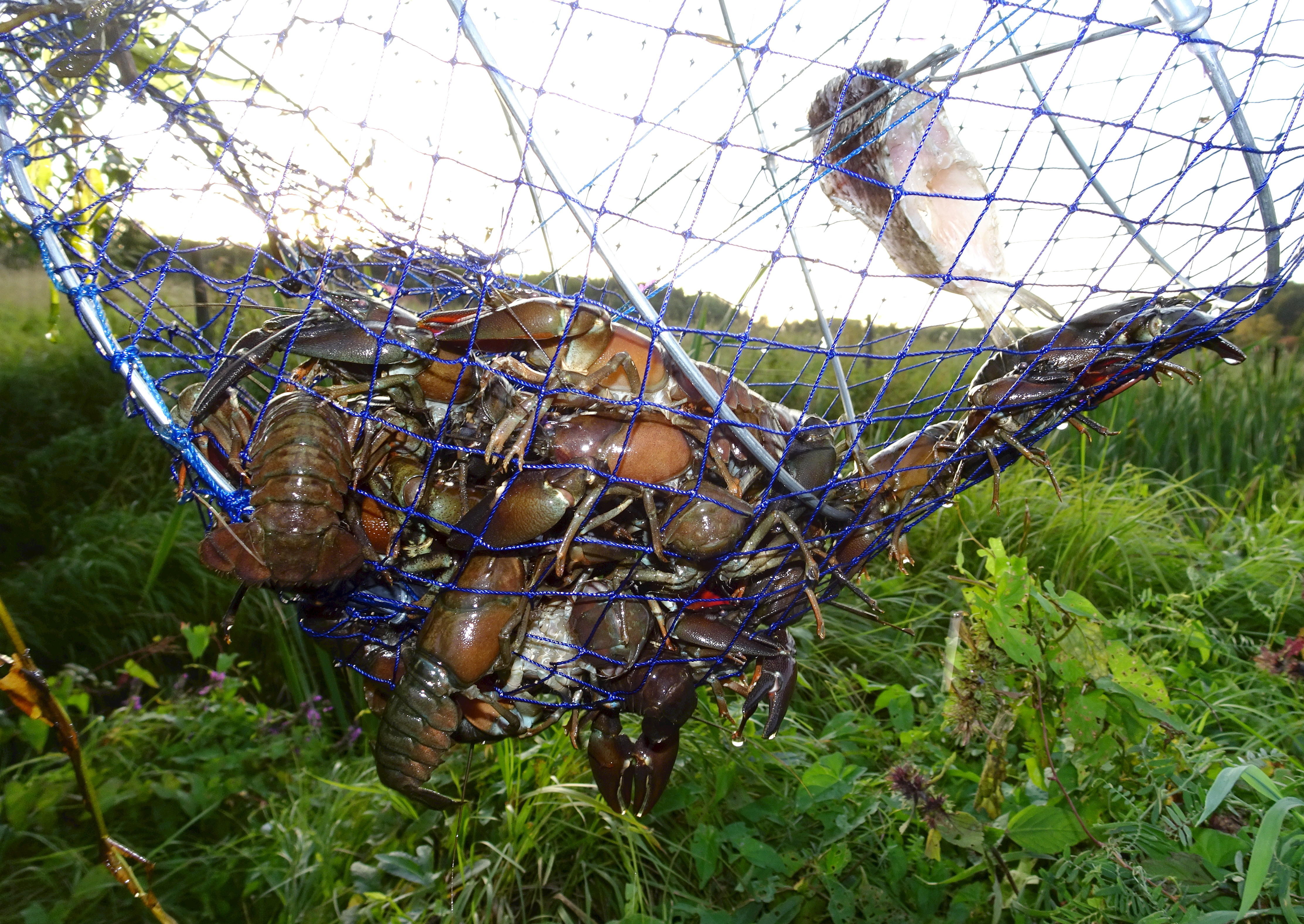
Levande kräftor i mjärden
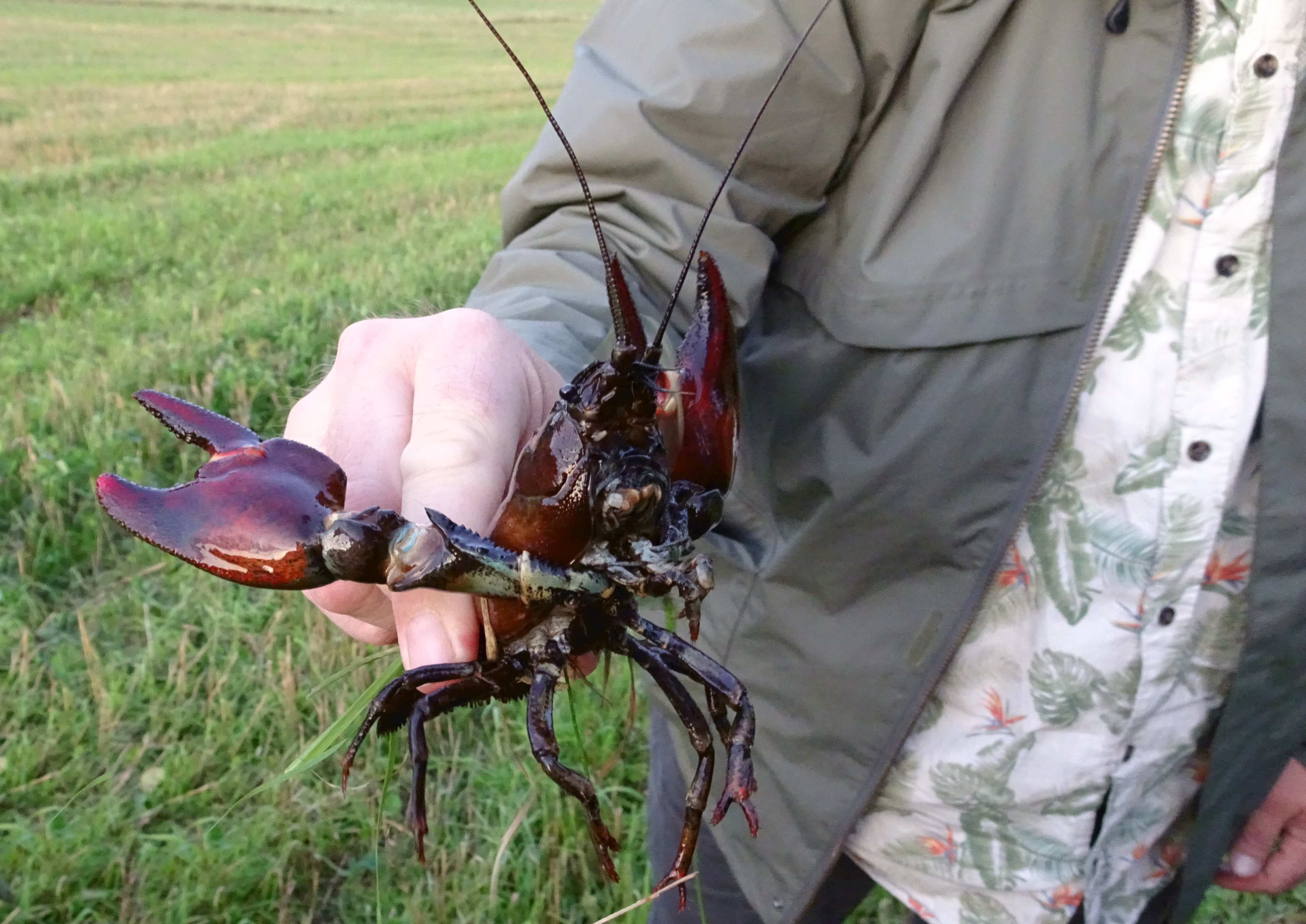
Levande signalkräfta
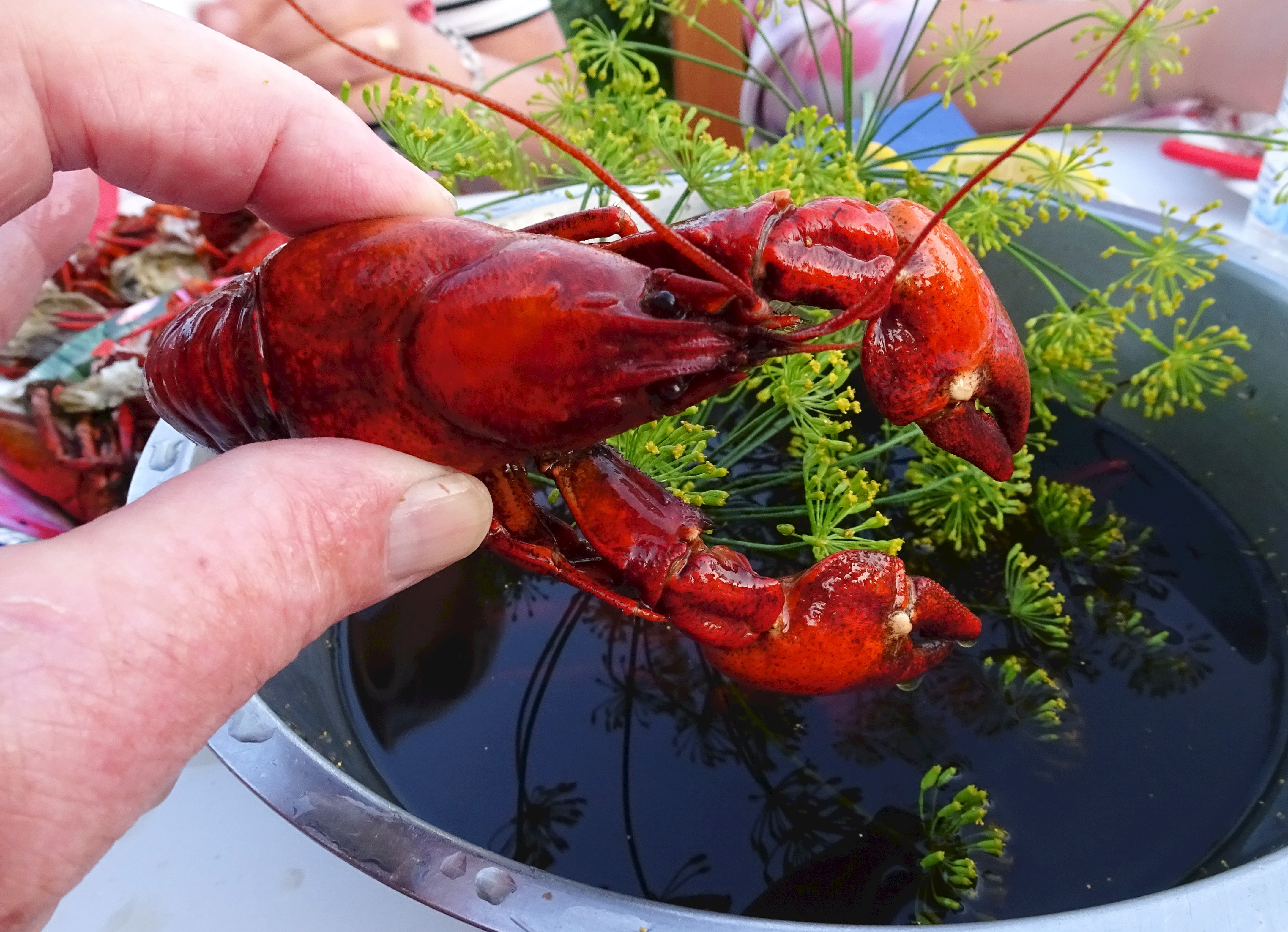
Tillagad signalkräfta
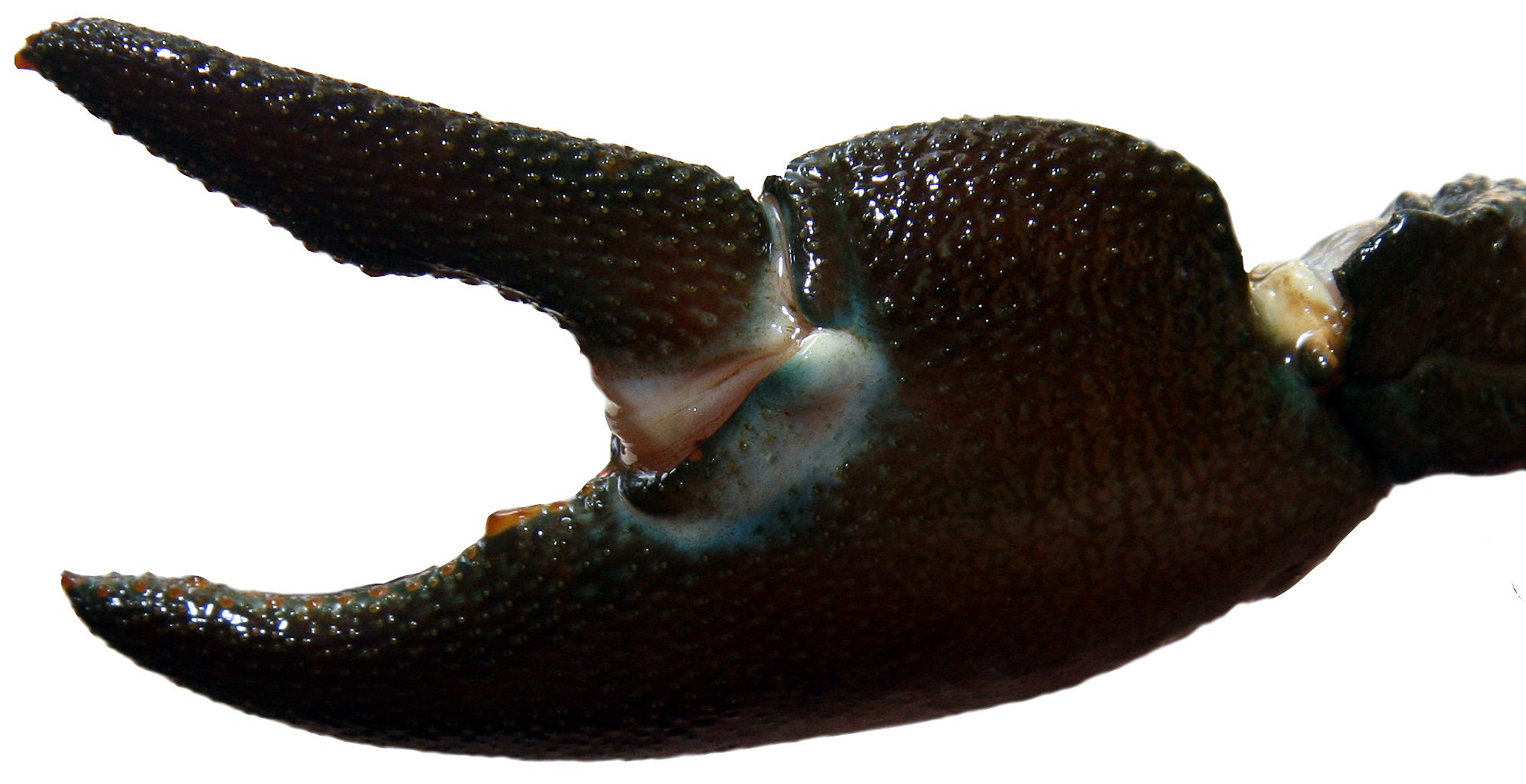
Klo på levande kräfta med det särskiljande signalmärket väl synligt i leden